# La Roca d'en Feliu
La Roca d'en Feliu és una masia de Prats de Lluçanès (Osona) inclosa a l'Inventari del Patrimoni Arquitectònic de Catalunya.

## Descripció
Masia de proporcions mitjanes. La teulada és a dues aigües, feta de teula àrab, però un dels vessants és més llarga que l'altre i això dona a l'edifici un aspecte asimètric. A la façana principal, damunt d'una petita porta, destaquen dues arcades que formen una petita obertura. Davant d'aquesta façana hi ha un pati anterior o lliça i unes quadres datades a principis del segle xx. Els exteriors estan arrebossats de blanc i els marcs i les zones baixes de rosa.